# جوبيتر

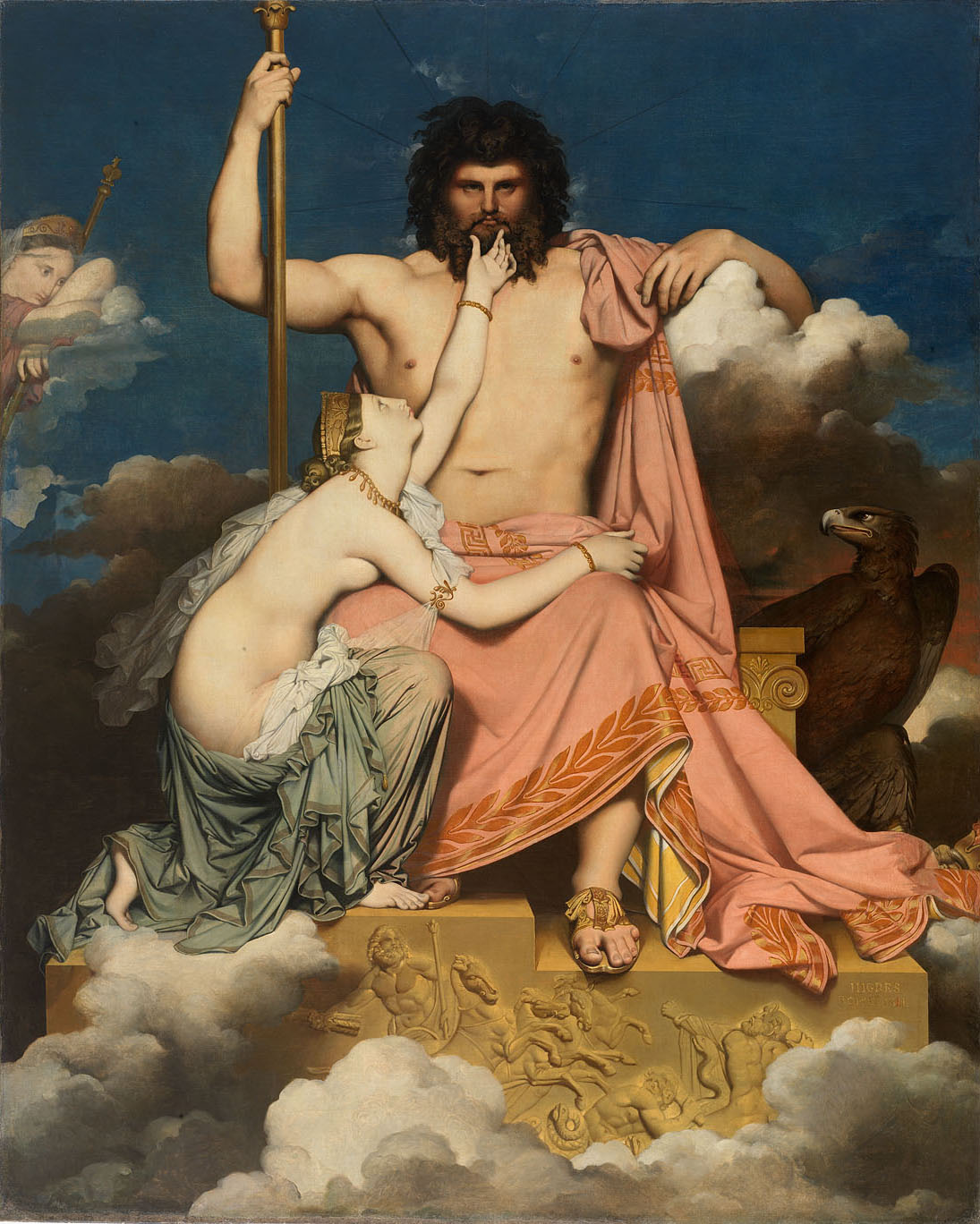
يوبيتر وثيتس.

جوبيتر (من اللاتينية: Iūpiter يوبيتر، وهي من الإيطالية القديمة *djous أي سماء، و *patēr أي أب، فمعناها الكامل: «أب السماء») ويعرف أيضًا باسم جوف (يوفيس [ˈjɔwɪs]) هو إله السماء والرعد وملك الآلهة في الدين الروماني القديم والأساطير الرومانية القديمة. كان جوبيتر هو الإله الرئيس في دين الدولة الرومانية على مدى الفترتين الجمهورية والملكية، إلى أن أصبحت المسيحية هي الدين الحاكم في المملكة. في الأساطير الرومانية، تفاوض جوبيتر هو ونوما بومبيليوس، وهو ملك روما الثاني، من أجل أن يضعوا مبادئ الدين الروماني، كالقربان والعطايا.
يشيع اعتقاد أن أصل جوبيتر إنما يرجع إلى إله هوائي. إن تصرفه المعرِّف بالرعد وكونَ حيوانه الرئيس هو العقاب، الذي كان له الأفضلية على بقية الطيور في الرعاية الإلهية، وقد كان واحدًا من أشيَع الرموز للجيش الروماني. يختلط رمزان عادةً ليمثّلا الإله على هيئة عقاب يمسك في مخالبه صاعقة، وهذه الصورة شائعة في النقود الإغريقية والرومانية. وبوصفه إله السماء، كان إلهًا شاهدًا على الأقسام والنذور، وكان الثقة المقدسة التي يعتمد عليها العدل والحكم الصالح. تركّز كثير من وظائف جوبيتر في هضبة كابيتولين، حيث تقع القلعة. في ثالوث كابيتولين، كان جوبيتر الحامي المركزي للدولة هو وجونو ومينيرفا. كانت شجرته المقدسة شجرة السنديان.
كان الرومانيون يجعلون جوبيتر في منزلة تكافئ منزلة زيوس عند الإغريق، وفي الأدب اللاتيني والفن الروماني، تُبُنِّيت أساطير زيوس وتصويراته تحت اسم جوبيتر. في التراث الروماني المتأثر بالإغريق، كان جوبيتر أخا نيبتون وبلوتو، وهما المكافئان الرومانيان لبوسيديون وهيدز، على الترتيب. يحكم كل واحد من هؤلاء الثلاثة عالمًا من عوالم الكون الثلاثة: السماء، والماء، والعالم السفلي. وكان ديسبيتر الإيطالي كذلك إله السماء الذي يجلي نفسه في النهار، ولطالما طُوبق هو وجوبيتر. أما تينيا فتُعتبر عادة نظيرته الأترورية.

## دوره في الدولة
اعتقد الرومانيون أن جوبيتر وهب لهم التفوق لأنهم عبدوه ومجدوه أكثر من أي شعب آخر. كان جوبيتر «ينبوع اللطف الإلهي الذي كانت علاقة المدينة مع الآلهة تعتمد عليه». وقد شخّص السلطة الإلهية في المناصب الرومية العليا والنظام الداخلي والعلاقات الخارجية. كانت صورته في مبنى الكابيتول في الفترتين الجمهورية والملكية، تقر السيادة للملوك الرومانيين القدماء والقناصل الأعليين والمكرمين الملكيين.
كان القناصل يقسمون قَسَمهم للمنصب باسم الإله جوبيتر، وكانوا يمجدونه في الإجازة السنوية في مبنى الكابيتول في سبتمبر. وكانوا يحتفلون به ليشكروه على عونه (وليؤمنوا استمرار دعمه)، فيقربون له ثورًا أبيض له قرونُ ذهبية. أما القادة العسكريون المنتصرون فكانوا يقدمون قربانًا مشابهًا، ويضعون غنائم الحرب تحت أقدام تمثال جوبيتر في الكابيتول. يرى بعض العلماء أن القائد المنتصر يجسد (أو يشخص) جوبيتر في زحفه المنتصر.
تغير تفسير ارتباط جوبيتر بالملك والسيادة عندما تغير شكل الحكومة في روما. في الأصل، كانت روما تحت حكم ملوك، ثم بعد ترك الملكية وتأسيس الجمهورية، تحولت الأفضلية الدينية إلى الآباء، وهم الطبقة الآبائية الحاكمة. وصار الحنين إلى الفترة الملكية يعتبر خيانةً. وكان يُعاقب كُلُّ من اشتبه في أن لع آمالًا في استعادة الملكية، مهما كان منصبه في الحكومة. في القرن الخامس قبل الميلاد، أُرسل كاميلوس المنتصر إلى المنفى بعد أن قاد عربة حربية مع فريق من أربعة أحصنة بيض، وهو شرفٌ مقتصر على جوبيتر نفسه. عندما اتُّهم ماركوس مانليوس، الذي أكسبه دفاعه عن الكابيتول ضد الغاليين اسم الكابيتولينوس، بالآمال الملكية، أُعدم بتهمة الخيانة برميِه من فوق صخرة تاربيان. جُرف منزله على هضبة الكابيتولين، وصدر قرار بمنع أي آبائي من أن يسكن هناك. وجد جوبيتر الكابيتولين نفسه في موقع عظيم: فهو يمثل استمرار القوة الملكية من الفترة الملكية، ويعطي السلطة للقضاة الذين يقرون باحترامه، وفي نفس الوقت كان يمثل شيئًا ممنوعًا وممقوتًا ومحتقرًا.
في فترة صراع السلطات، طلب عوام روما حقهم في المناصب السياسية والدينية. وفي أول هجوم عسكري لهم، انسحبوا من المدينة وهُدّدوا إذا أسسوا مدينة أخرى. وعندما وافقوا على العودة إلى روما سلّموا الهضبة التي انسخبوا منها إلى جوبيتر، وهو رمز وضامن لوحدة جمهورية روما. في النهاية أصبح العوام قادرين على شغل أي منصب قضائي، وعلى شغل معظم المناصب الكهوتية، ولكن الكاهن الأعلى لجوبيتر بقي منصبه للآبائيين.

### أساطير وخرافات
يعتقد أصحاب مذهب من المذاهب الشائعة في البحث العلمي أن روما لم يكن عندها نظام أساطير في فترتها الأولى، أو أن أساطيرها الأصلية كانت قد طغى عليها التراث الأسطوري الإغريقي فلم يعد في الإمكان استعادتها. بعد تأثير الحضارة الإغريقية على الحضارة الرومانية، أعاد الأدب اللاتيني والتصاوير اللاتينية تأويل أساطير زيوس في قصص وحكايات عن جوبيتر. في التاريخ الأسطوري لروما، لطالما ارتبط جوبيتر بالملوك وحكم الملوك.

### ولادته
يُعتبر جوبيتر الأخ التوأم لجونو في تمثال في براينست تظهر فيه فورتونا بريميغينيا وهي تربيهما. ولكن يظهر في نقش وُجد في براينست نفسها أن فورتونا بريميغينيا هي بنت جوبيتر الأولى. ترى جاكولين تشامبو أن التناقض هذا نتيجة تعاقب مراحل ثقافية ودينية مختلفة، كان منها موجة من التأثير الحضاري أتت من العالم الهليني وجعلت فورتونا ابنة جوبيتر. طفولة زيوس موضوع مهم في الدين والأدب والفن الإغريقي، ولكن قلّما وُجدت تصويرات لجوبيتر وهو طفل.

### نوما
واجه الملك نوما فترة من الجو السيئ الذي هدد الحصاد في أول فصل ربيع، لذا لجأ إلى نموذج طلب النصيحة من الإله من خلال استحضار وجوده. نجح جوبيتر بعون بيكوس وفاونوس، اللذين اعتقلهما بعد أن جعلهما يثملان. استحضر الإلهان (بالسحر) جوبيتر، وأجبراه على أن ينزل إلى الأرض في هضبة أفنتين (التي كانت تسمى يوبيتر إليسيوس، حسب أوفيد). بعد أن تجنب نوما بمهارة مطالب الإله بالقرابين البشرية، وافق جوبيتر على طلبه بمعرفة كيفية تجنب الصواعق والبرق، وطلب جوبيتر بالمقابل بصلة وشعرًا وسمكة. بل إن جوبيتر وعد أن يهب شروق الشمس في اليوم التالي لنوما وجنود المملكة. في اليوم التالي، بعد بعد أن أرسل جوبيتر ثلاث صواعق في السماء الصافية، أرسل من السماء إلى الأرض تُرسًا. ولما كان الترس وحده ولا ملائكة معه، سماه نوما أنكيل، لأن قدر مملكة روما محمول فيه، ونُسخ من الترس عدة نسخ أخرى من أجل إخفاء النسخة الأصلية. طلب نوما من الحداد ماموريوس فيتوريوس أن يصنع النسخ، ثم أعطاها للساليين (وهم من الكهنة). طلب ماموريوس بالمقابل أمرًا واحدًا، وهو أن يكون اسمه في نشيدٍ في آخر الكارمينا. يروي بلوتارخ القصة برواية مختلفة قليلًا، فيقول إن سبب السقوط المعجزيّ للدرع إنما كان طاعونًا، ولم يربط هذا بالإمبراطورية الرومانية.